# Municipio de Isabel (Dakota del Norte)
El municipio de Isabel (en inglés: Isabel Township) es un municipio ubicado en el condado de Benson en el estado estadounidense de Dakota del Norte. En el año 2010 tenía una población de 46 habitantes y una densidad poblacional de 0,49 personas por km².

## Geografía
El municipio de Isabel se encuentra ubicado en las coordenadas 48°3′53″N 99°39′11″O / 48.06472, -99.65306. Según la Oficina del Censo de los Estados Unidos, el municipio tiene una superficie total de 93.49 km², de la cual 91,96 km² corresponden a tierra firme y (1,64 %) 1,54 km² es agua.

## Demografía
Según el censo de 2010, había 46 personas residiendo en el municipio de Isabel. La densidad de población era de 0,49 hab./km². De los 46 habitantes, el municipio de Isabel estaba compuesto por el 100 % blancos. Del total de la población el 0 % eran hispanos o latinos de cualquier raza.